# Hans Björnsson Lejon
Hans Björnsson Lejon (* 1530; † 1572) war ein schwedischer Militär und Staatsmann.

## Leben

### Herkunft und Familie
Hans Björnsson war Angehöriger eines finnlandschwedischen Adelsgeschlechtes, das sich nach seinem Stammgut Lepas im Kirchspiel Hattula nannte und 1580 mit seinem Bruder Klas Björnsson im Mannesstamm erloschen ist. Die Eltern waren Björn Klasson († 1551) und Karin Jöransdotter. Aus seiner Ehe mit Karin Henriksdotter Horn († nach 1694) sind vier Töchter hervorgegangen.

### Werdegang
Hans Björnsson studierte 1549 auf der Universität Rostock und 1550 auf der Leucorea in Wittenberg. In den Jahren 1552 bis 1553 hielt er sich im Umfeld des Königs auf. 1558 wurde er mit der stellvertretenden Statthalterschaft auf Nyslott beauftragt. Anlässlich der Krönung Eriks XIV. in Stockholm wurde er Ritter. Im Sommer 1562 nahm er im Auftrag von Herzog Johann an einer Gesandtschaft an den polnischen König teil. Ab Ende des Jahres 1563 war er in Reval tätig, wo er von 1565 bis 1568 Gouverneur und Gerichtsherr war. Im Sommer 1569 nahm er erneut an einer Gesandtschaft über Riga und Wilna nach Lublin. Im Januar 1570 erhielt er den Auftrag mit einem finnländischen Kontingent die Burg in Reval von Klaus Kursell zurückzuerobern. Bei seiner Ankunft, war die Meuterei jedoch bereits beendet. Nach der Belagerung der Stadt durch die Russen schloss er im Herbst 1571 einen Waffenstillstand, dessen Bedingungen von Johann III. jedoch nicht gebilligt wurden. Er war dann von 1560 bis 1563 Bezirksrichters (schwedisch häradshövding) in Satakunta sowie von 1570 bis 1572 in gleicher Stellung in Sääksmäki.